# Trung Sơn vương Thế Thứ

Các viết tên

Trung Sơn vương Thế Thứ (tiếng Trung: 中山王𫲨𧊒; ? – 299 TCN), họ Cơ, tên Thế Thứ (tiếng Trung: 𫲨𧊒; bính âm: Qieci) là quân chủ thứ sáu của nước Trung Sơn thời Chiến Quốc trong lịch sử Trung Quốc.

## Cuộc đời
Thế Thứ là con của Trung Sơn vương Thố, ở ngôi khoảng 11 năm. Do hoàn cảnh địa lý mà Trung Sơn phải đối mặt với nhiều cuộc tấn công của nước Triệu.
Năm 308 TCN, Triệu Vũ Linh vương đến Cửu Môn quan sát biên cảnh với Tề và Trung Sơn, cho Lý Tỳ sang Trung Sơn thám thính tình hình. Lý Tỳ báo cáo: Trung Sơn có thể đánh rồi, quân không cần đánh vội, đề phòng nước Yên. Năm 307 TCN, Triệu Vũ Linh vương cùng Phì Nghĩa bàn việc đánh Trung Sơn, cho quân đánh vào Phòng Tử. Nước Yên cũng thừa cơ tấn công. Vương Thế Thứ tập trung tiêu diệt quân Triệu, đánh lấy Hạo Ấp của Triệu, lại cho quân lên phía bắc đánh bại quân Yên, chém luôn tướng chỉ huy.
Năm 306 TCN, Triệu Vũ Linh vương chia quân năm đường đánh Trung Sơn, bị lạc đến Ninh Gia, đi vào đất Lâm Hồ ở Du Trung. Vũ Linh vương lo các nước sẽ can thiệp, bèn phái Lâu Hoãn đi sứ nước Tần, Cừu Dịch đi sứ nước Hàn, Vương Bí đi sứ nước Sở, Phú Đinh đi sứ nước Ngụy, Triệu Tước đi sứ nước Tề.
Năm 305 TCN, Triệu Vũ Linh vương chia quân hai đường đánh Trung Sơn, một đường hướng bắc do Vũ Linh vương, Triệu Thiệu, Hứa Quân, Triệu Chương thống lĩnh, một đường hướng nam do Ngưu Tiễn, Triệu Hi thống lĩnh kỵ binh, cho Triệu Dữ đóng ở huyện Hình quấy rối. Cánh quân phía bắc đánh chiếm Đan Khâu, Hoa Dương, ải Si Chi. Cánh quân phía nam đánh chiếm Hạo Ấp, Thạch Ấp, Phong Long, Đông Viên. Trung Sơn vương thua trận, phải cắt 4 ấp lớn để cầu hòa. Quân Triệu rút lui.
Nước Triệu sau đó nhiều lần tấn công Trung Sơn, đều kết thúc với việc cắt đất cầu hòa. Năm 301 TCN, quân Triệu đánh vào vương đô Linh Thọ, Vương Thế Thứ bỏ chạy sang nước Tề. Đến năm 300 TCN, quân Triệu tiến đến Phù Liễu, chính thức xác lập biên giới với nước Yên.
Năm 299 TCN, Vương Thế Thứ chết ở Tề. Triệu lập Thượng làm vua bù nhìn, được 3 năm thì phế, chính thức xóa sổ nước Trung Sơn.